# Savinho
Sávio Moreira de Oliveira (sinh ngày 10 tháng 4 năm 2004), hay còn được biết đến với các tên gọi Savinho và Sávio, là một cầu thủ bóng đá chuyên nghiệp người Brasil hiện đang thi đấu ở vị trí tiền vệ cánh cho câu lạc bộ Manchester City F.C. tại Premier League và Đội tuyển bóng đá quốc gia Brasil. Được biết đến với tốc độ, khả năng rê bóng và tạo cơ hội, anh được coi là một trong những cầu thủ trẻ xuất sắc nhất thế giới.

## Sự nghiệp câu lạc bộ

### Atlético Mineiro
Savinho gia nhập Atlético Mineiro cho đội U-14 và nhanh chóng thu hút sự chú ý. Savinho đã ký hợp đồng chuyên nghiệp đầu tiên với thời hạn ba năm với mức giá điều khoản giải phóng là 60 triệu euro vào ngày 18 tháng 6 năm 2020. Với những màn trình diễn mạnh mẽ cho Galo, tiền đạo này đã được đội tuyển U-15 Brasil triệu tập để tham gia Cúp bóng đá U-15 Nam Mỹ, nơi anh đã trở thành nhà vô địch.
Năm 2020, Savinho được đưa vào đội chuyển tiếp và bắt đầu tập luyện thường xuyên với đội một. Anh ra mắt đội một vào ngày 19 tháng 8 trong chiến thắng 4–3 trước Atlético Goianiense tại Goiânia.
Năm 2021, anh là một phần của đội hình giành cú ăn ba cho Atlético Mineiro trong mùa giải 2020 Vào tháng 10, anh được tờ báo Anh The Guardian liệt kê là một trong 60 cầu thủ trẻ triển vọng nhất thế giới sinh sau năm 2004.
Anh ghi bàn thắng chuyên nghiệp đầu tiên vào ngày 19 tháng 5 năm 2022 khi ghi bàn ấn định chiến thắng 3–1 trước Independiente del Valle tại Sân vận động Mineirão tại Copa Libertadores. Vào ngày 30 tháng 6, Atlético đã công bố thỏa thuận chuyển nhượng Savinho cho City Football Group với mức giá 6,5 triệu euro cùng với sáu triệu tiền thưởng bổ sung. Ban đầu, anh được phân bổ cho Troyes, một câu lạc bộ ở Pháp.

### Troyes
Vào ngày 30 tháng 6 năm 2022, Atlético Mineiro thông báo vụ chuyển nhượng của Savinho cho City Football Group với mức giá kỷ lục là 6,5 triệu euro cùng với 6 triệu euro chi phí phụ. Savinho ban đầu được giao cho Troyes, một câu lạc bộ Ligue 1 thuộc City Group. Trước khi được cho mượn tại Girona, một câu lạc bộ khác thuộc City Group, anh đã được cho mượn tại PSV. Savinho chưa bao giờ ra sân cho Troyes, trong khi câu lạc bộ này gần như phải xuống hạng tại Ligue 2 liên tiếp và sau đó là Championnat National. Điều này khiến người hâm mộ vỡ mộng và phản ứng dữ dội với chủ sở hữu của City Group.

#### Cho mượn tại PSV
Vào ngày 22 tháng 7 năm 2022, Savinho gia nhập PSV theo dạng cho mượn trong mùa giải 2022–23. Anh đã ra sân 6 lần cho câu lạc bộ và giành danh hiệu Siêu cúp Hà Lan và KNVB Cup.

#### Cho mượn tại Girona
Vào ngày 13 tháng 7 năm 2023, Savinho chuyển đến câu lạc bộ La Liga Girona theo dạng cho mượn trong mùa giải 2023–24. Anh kết thúc mùa giải cho mượn tại Girona với 9 bàn thắng và 10 pha kiến tạo trong 37 trận. Ngoài ra, anh là người có nhiều pha rê bóng thành công nhất giải đấu với 104 lần.

### Manchester City
Vào ngày 18 tháng 7 năm 2024, Savinho gia nhập câu lạc bộ Premier League Manchester City với phí chuyển nhượng trị giá 38 đô la Mỹ. Vào ngày 10 tháng 8, anh ra mắt câu lạc bộ trong trận Community Shield 2024 khi City giành chức vô địch sau khi đánh bại đối thủ cùng thành phố là Manchester United với tỷ số 7–6 trên chấm phạt đền sau khi hòa 1–1 trong thời gian thi đấu chính thức. Vào ngày 18 tháng 8, anh ra mắt Premier League trong chiến thắng 2–0 trên sân khách trước Chelsea và được thay thế bởi Phil Foden sau giờ nghỉ giải lao. Savinho ghi bàn thắng đầu tiên cho City vào ngày 29 tháng 12 trong chiến thắng 2–0 tại Premier League trước Leicester City, giúp đội giành chiến thắng trên sân khách đầu tiên kể từ tháng 10. Vào ngày 4 tháng 1 năm 2025, Savinho thực hiện hai pha kiến tạo và một cú sút dẫn đến một bàn phản lưới nhà trong chiến thắng 4–1 tại Premier League trước West Ham. Savinho ghi bàn thắng đầu tiên tại UEFA Champions League vào ngày 29 tháng 1 khi vào sân thay thế İlkay Gündoğan trong chiến thắng 3–1 trên sân nhà trước nhà vô địch Giải bóng đá chuyên nghiệp Bỉ Club Brugge, giúp Man City giành quyền vào vòng play-off loại trực tiếp.

## Sự nghiệp quốc tế
Savinho ghi bốn bàn thắng với tư cách là thành viên của đội tuyển U-15 Brasil đã giành chức vô địch Giải vô địch U-15 Nam Mỹ 2019.
Anh cũng được triệu tập vào đội tuyển U-20 Brasil tham dự Giải vô địch bóng đá U-20 thế giới 2023. Anh đã ghi một bàn thắng trong chiến thắng 6–0 của U-20 Brasil trước U-20 Cộng hòa Dominica ở vòng bảng. Brasil đã vượt qua vòng bảng, nhưng cuối cùng bị loại bởi Israel ở tứ kết.
Vào ngày 1 tháng 3 năm 2024, Savinho lần đầu tiên được triệu tập vào đội tuyển quốc gia Brasil để tham dự các trận giao hữu với Anh và Tây Ban Nha. Anh đã ra mắt cho đội tuyển quốc gia trong trận đấu chiến thắng 1–0 trước Anh vào ngày 23 tháng 3 năm 2024.
Vào ngày 28 tháng 6 năm 2024, anh đã ghi bàn thắng đầu tiên cho Brasil trong chiến thắng 4–1 trước Paraguay ở vòng bảng Copa América 2024.

## Thống kê sự nghiệp

### Câu lạc bộ
Tính đến 29 tháng 1 năm 2025
| Câu lạc bộ          | Mùa giải            | Giải vô địch        | Giải vô địch | Giải vô địch | Giải vô địch liên bang | Giải vô địch liên bang | Cúp quốc gia | Cúp quốc gia | Cúp Liên đoàn | Cúp Liên đoàn | Châu lục | Châu lục | Khác | Khác | Tổng cộng | Tổng cộng |
| Câu lạc bộ          | Mùa giải            | Hạng đấu            | Trận         | Bàn          | Trận                   | Bàn                    | Trận         | Bàn          | Trận          | Bàn           | Trận     | Bàn      | Trận | Bàn  | Trận      | Bàn       |
| ------------------- | ------------------- | ------------------- | ------------ | ------------ | ---------------------- | ---------------------- | ------------ | ------------ | ------------- | ------------- | -------- | -------- | ---- | ---- | --------- | --------- |
| Atlético Mineiro    | 2020                | Série A             | 8            | 0            | —                      | —                      | —            | —            | —             | —             | —        | —        | —    | —    | 8         | 0         |
| Atlético Mineiro    | 2021                | Série A             | 4            | 0            | 7                      | 0                      | 2            | 0            | —             | —             | 0        | 0        | —    | —    | 13        | 0         |
| Atlético Mineiro    | 2022                | Série A             | 8            | 1            | 2                      | 0                      | 2            | 0            | —             | —             | 2        | 1        | —    | —    | 14        | 2         |
| Atlético Mineiro    | Tổng cộng           | Tổng cộng           | 20           | 1            | 9                      | 0                      | 4            | 0            | —             | —             | 2        | 1        | —    | —    | 35        | 2         |
| Jong PSV (mượn)     | 2022–23             | Eerste Divisie      | 9            | 2            | —                      | —                      | —            | —            | —             | —             | —        | —        | —    | —    | 9         | 2         |
| PSV (mượn)          | 2022–23             | Eredivisie          | 6            | 0            | —                      | —                      | 0            | 0            | —             | —             | 2        | 0        | 0    | 0    | 8         | 0         |
| Girona (mượn)       | 2023–24             | La Liga             | 37           | 9            | —                      | —                      | 4            | 2            | —             | —             | —        | —        | —    | —    | 41        | 11        |
| Manchester City     | 2024–25             | Premier League      | 18           | 1            | —                      | —                      | 1            | 0            | 2             | 0             | 7        | 1        | 1    | 0    | 29        | 2         |
| Tổng cộng sự nghiệp | Tổng cộng sự nghiệp | Tổng cộng sự nghiệp | 90           | 13           | 9                      | 0                      | 9            | 2            | 2             | 0             | 11       | 2        | 1    | 0    | 122       | 17        |

1. ↑  Bao gồm Campeonato Mineiro
2. ↑  Bao gồm Copa do Brasil, KNVB Cup, Copa del Rey và FA Cup
3. ↑  Bao gồm EFL Cup
4. ↑  Ra sân tại Copa Libertadores
5. ↑  Ra sân tại UEFA Europa League
6. ↑  Ra sân tại UEFA Champions League
7. ↑  Ra sân tại FA Community Shield

### Quốc tế
Tính đến 19 tháng 11 năm 2024
| Đội tuyển quốc gia | Năm       | Trận | Bàn |
| ------------------ | --------- | ---- | --- |
| Brasil             | 2024      | 11   | 1   |
| Tổng cộng          | Tổng cộng | 11   | 1   |

Tỷ số và kết quả liệt kê bàn thắng của Brasil được để trước, cột tỷ số cho biết tỷ số sau mỗi bàn thắng của Savinho.
| # | Ngày                | Địa điểm                                  | Trận | Đối thủ  | Bàn thắng | Kết quả | Giải đấu          |
| - | ------------------- | ----------------------------------------- | ---- | -------- | --------- | ------- | ----------------- |
| 1 | 28 tháng 6 năm 2024 | Sân vận động Allegiant, Las Vegas, Hoa Kỳ | 5    | Paraguay | 2–0       | 4–1     | Copa América 2024 |

## Danh hiệu

### Câu lạc bộ
Atlético Mineiro
- Campeonato Brasileiro Série A: 2021
- Copa do Brasil: 2021
- Campeonato Mineiro: 2020, 2021, 2022
- Supercopa do Brasil: 2022

PSV
- KNVB Cup: 2022–23
- Johan Cruyff Shield: 2022

Manchester City
- FA Community Shield: 2024

### Đội tuyển quốc gia
U-15 Brasil
- U-15 Nam Mỹ: 2019

### Cá nhân
- Cầu thủ U-23 La Liga xuất sắc nhất tháng: Tháng 1 năm 2024
- Đội hình La Liga tiêu biểu của mùa giải: 2023–24